# Enrique Sesma
Enrique Sesma Ponce de León (Puebla, 22 aprile 1927) è un ex calciatore messicano, di ruolo attaccante.

## Carriera
Con la Nazionale messicana ha preso parte ai Mondiali 1958.